# Grzegorz Waliczek
Grzegorz Waliczek (ur. 21 czerwca 1962 w Chełmku) – polski piłkarz, występujący na pozycji napastnika.

## Życiorys
Seniorską karierę rozpoczynał w 1979 roku w KS Chełmek. W 1980 roku przeszedł do Górnika 09 Mysłowice, a przed rundą wiosenną sezonu 1982/1983 przeszedł do Ruchu Chorzów. W barwach Ruchu rozegrał 39 meczów w I lidze. W latach 1986–1989 był zawodnikiem Zagłębia Sosnowiec. W sezonie 1988/1989 wywalczył z Zagłębiem awans do I ligi, będąc jednocześnie najlepszym strzelcem zespołu. Następnie przeszedł do Widzewa Łódź, z którym w sezonie 1989/1990 spadł z ligi. W 1991 roku został piłkarzem austriackiego SV Stockerau. W 2. Division zadebiutował 24 lipca 1991 roku w zremisowanym 0:0 spotkaniu z Austrią Klagenfurt. W barwach SV Stockerau rozegrał 83 mecze w 2. Division, zdobywając w nich 28 bramek. Ponadto w sezonie 1991/1992 wystąpił w barwach klubu w przegranym 0:2 (0:1, 0:1) dwumeczu z Tottenhamem Hotspur w ramach Pucharu Zdobywców Pucharów. W lipcu 1994 roku przeszedł do VfB Mödling. W rundzie jesiennej sezonu 1994/1995 rozegrał dwanaście spotkań w Bundeslidze austriackiej, debiutując 2 sierpnia w zremisowanym 1:1 meczu z Austrią Wiedeń. Następnie występował w SV Schwechat, SV Stockerau i SV Gablitz, gdzie w 1997 roku zakończył karierę.

## Statystyki ligowe
| Sezon         | Klub               | Liga        | Mecze | Gole |
| ------------- | ------------------ | ----------- | ----- | ---- |
| 1982/1983 (w) | Ruch Chorzów       | I liga      | 3     | 0    |
| 1983/1984     | Ruch Chorzów       | I liga      | 16    | 0    |
| 1984/1985     | Ruch Chorzów       | I liga      | 11    | 0    |
| 1985/1986     | Ruch Chorzów       | I liga      | 12    | 0    |
| 1986/1987     | Zagłębie Sosnowiec | II liga     | 24    | 5    |
| 1987/1988     | Zagłębie Sosnowiec | II liga     | ?     | 2    |
| 1988/1989     | Zagłębie Sosnowiec | II liga     | 25    | 11   |
| 1989/1990     | Widzew Łódź        | I liga      | 15    | 1    |
| 1990/1991     | Widzew Łódź        | II liga     | 27    | 10   |
| 1991/1992     | SV Stockerau       | 2. Division | 31    | 17   |
| 1992/1993     | SV Stockerau       | 2. Division | 25    | 4    |
| 1993/1994     | SV Stockerau       | 2. Division | 27    | 7    |
| 1994/1995 (j) | VfB Mödling        | Bundesliga  | 12    | 3    |